# پارک ملی پتکل‌یروی
پارک ملی پِتکِل‌یَروی {{فنلاندی|Petkeljärvi National Park) یک پارک ملی و منطقه حفاظت‌شده در فنلاند است که در کارلیای شمالی در فنلاند واقع شده‌است.